# Zlatko Zahovič
Zlatko Zahovič (født 1. februar 1971 i Maribor, Jugoslavien) er en pensioneret slovensk fodboldspiller, der spillede som offensiv midtbanespiller på det slovenske landshold, samt for flere europæiske topklubber. Størstedelen af sin karriere tilbragte han i portugisiske klubber, hvor han havde succesfulde ophold hos både FC Porto og SL Benfica. Derudover var han også tilknyttet blandt andet Olympiakos og Valencia CF.
Zahovič vandt adskillige trofæer, med størst succes hos FC Porto hvor det blev til tre portugisiske mesterskaber.

## Landshold
Zahovič spillede gennem sin karriere 80 kampe og scorede 35 mål for Sloveniens landshold, som han repræsenterede fra holdets opståen i 1992 og frem til 2004. Han var en del af den slovenske trup der sensationelt kvalificerede sig til EM i 2000. Her scorede han i holdets åbningskamp to mål da slovenerne spillede 3-3 mod Jugoslavien. Slovenerne blev dog slået ud i den indledende runde.
To år senere blev Zahovič udtaget til truppen til VM i Sydkorea og Japan, men blev sendt hjem fra slutrunden efter den første kamp på grund af et skænderi med landstræner Srečko Katanec.

## Titler
Serbisk Mesterskab
- 1993 med Partizan Beograd

Portugisisk Mesterskab
- 1997, 1998 og 1999 med FC Porto
- 2005 med SL Benfica

Portugisisk Pokalturnering
- 1998 med FC Porto
- 2004 med SL Benfica

Græsk Mesterskab
- 2000 med Olympiakos